# Fernando Cámara
Fernando Cámara es un cineasta, guionista y novelista. Nominado al Goya al mejor director novel por su primera película, Memorias del ángel caído. Ganador del XVI premio de narrativa Francisco García Pavón por su novela Con todo el odio de nuestro corazón. 

## Biografía
De niño rueda con su hermano una serie de cortos en súper 8 con técnica stop motion que emulan a las grandes películas de los años 70 y 80, y que proyectan a sus airgamboys y madelman. 
Se inicia en el audiovisual como guionista en series de televisión y debuta en el cine con el largometraje Memorias del ángel caído, por el que es nominado al Goya al mejor director novel junto a David Alonso. Colabora con Pedro Costa en las películas que componen la tercera temporada de La huella del crimen.
Suele incurrir en géneros como el terror y el thriller, y algún flirteo con el humor.
En el campo literario, ha sido candidato a diversos premios. Obtuvo el Premio Nocte al mejor relato nacional con La bici amarilla en 2013 y el XVI Premio Francisco García Pavón de Narrativa policíaca por Con todo el odio de nuestro corazón en 2014. Nominado en 2017 al premio Ignotus a mejor cómic digital por Galaxia Bramford. 
Profesor de guion y narrativa audiovisual y miembro de la Academia de las Artes y las Ciencias Cinematográficas desde 1997.

## Filmografía

### Como director
- Memorias del ángel caído (1997)

Film que dirige junto a David Alonso. Protagonizado por Santiago Ramos, José Luis López Vázquez, Tristán Ulloa y Emilio Gutiérrez-Caba. Cuenta la historia de unos sacerdotes que, después de una misa en la que mueren envenenados unos fieles, empiezan a sufrir alucinaciones. Las víctimas reviven cuando se les está practicando la autopsia.
- Trastorno (2006)

Thriller protagonizado por Ingrid Rubio, Najwa Nimri, Pep Munné y Juan Sanz. Natalia tiene todo lo que desea en la vida, incluso está embarazada. Tras mucho tiempo sin ver a su hermana deciden reencontrarse, pero a esta la vida no le sonríe y sus deseos de ser madre la enloquecen, hasta el punto de que se plantea quedarse con el futuro hijo de su hermana.
- El caso Wanninkhof  (2008)

Codirigida con Pedro Costa y protagonizada por Luisa Martín, Juanjo Puigcorbé y Belén Constenla. Miniserie de dos capítulos basada en el caso real del asesinato de Rocío Wanninkhof, una joven de 19 años que desapareció en septiembre de 1999. Tras el crimen se abrió un proceso judicial contra Dolores Vázquez por el que fue condenada. Años después se encontró al verdadero asesino: Tony King.
- El crimen de los marqueses de Urquijo (2009)

Protagonizada por Félix Gómez, Juanjo Puigcorbé, Ricard Borrás y Julio Arrojo. Basado en hechos reales ocurridos en 1980, cuando los marqueses de Urquijo fueron asesinados a tiros mientras dormían. Hay una amplia lista de sospechosos pero los indicios principales señalan a Rafael Escobedo, yerno de las víctimas.
- El asesino dentro del círculo (2010)

Se trata de un film perteneciente a la serie La huella del crimen, como los dos anteriores, en el que Fernando Cámara vuelve a compartir dirección con Pedro Costa. Este thriller protagonizado por Roger Coma, Carlos Hipólito y Vicky Peña cuenta la historia de Joaquín, un joven y atractivo vendedor de seguros que esconde un secreto: es un asesino en serie, movido por su irrefrenable afán de dominación.

### Como guionista
- El crimen de los marqueses de Urquijo (2009)

- Más de mil cámaras velan por tu seguridad (2003)

Película dirigida por David Alonso. Está protagonizada por Antonio Hortelano, Laura Manzanedo, Fernando Andina, Mónica Estarreado, Lorenzo Armenteros, Eva Marciel, Aurora Carbonell y cuenta la historia de un grupo de jóvenes universitarios que se ven envueltos en una serie de tramas de
suspense.
- Memorias del ángel caído (1997)

### Como novelista
- Necróparis (2010) Narra la historia de una pareja que decide hacer una escapada romántica a París. Pero la ciudad se torna misteriosa e inhóspita por las noches. Una verdadera pesadilla no exenta de toques de humor. Necróparis
- La ciudad vestida de negro, Antología (2012) Una antología de 20 relatos de los mejores autores del género actuales. Fernando Cámara participa con su relato La bici amarilla, por la que obtuvo el premio Nocte.

- Con todo el odio de nuestro corazón (2013) Novela ganadora del XVI Premio Francisco García Pavón de Narrativa policíaca. En un futuro que bien podría ocurrir mañana mismo, la corrupción política y económica ha destrozado a la sociedad civil, condenando a la clase media a vivir en asentamientos chabolistas del extrarradio. En este ambiente desolado y cruel, un profesor arruinado por la crisis, un joven desequilibrado y la directora de una sucursal bancaria obligada a vender falsos fondos de inversión a sus clientes, se conjuran para tomarse la justicia por su mano. Los tres deciden asesinar a un conocido político que también ha presidido uno de los bancos públicos más implicados en el desastre económico. Una historia sobre el odio más profundo que se pueda llegar sentir, sobre personas que nada tienen que perder y eligen el crimen para justificar una existencia vacía y sin esperanza alguna de futuro.

- Anatomías secretas, Antología (2013) Por su relato Axol, vuelve a ser nominado al premio Nocte.
- eYOs (2017) Antología de sus mejores relatos.
- Galaxia Bramford (2016-17) Cómic surrealista por entregas. https://ngc3660.com/comic/

## Galardones
A lo largo de su carrera profesional ha sido nominado a diversos premios en los distintos campos a los que se ha dedicado.
| Año  | Categoría                                                    | Película                 | Resultado       |
| ---- | ------------------------------------------------------------ | ------------------------ | --------------- |
| 1997 | Goya mejor director novel                                    | Memorias del ángel caído | Candidato       |
| 1997 | Mejor película en el Bogotá Film Festival                    | Memorias del ángel caído | Candidato       |
| 1997 | Mejor película Sitges-Catalonian International film festival | Memorias del ángel caído | Candidato       |
| 2008 | Mejor TV movie                                               | El caso Wanninkhof       | Candidato       |
| 2008 | Mejor película en el Festival de Cine de Moscú               | El caso Wanninkhof       | Premio especial |

## Otros reconocimientos
Aparte de guionista y cineasta, también ha sido reconocido por su trabajo como novelista.
| Año  | Categoría                                                | Libro                               | Resultado |
| ---- | -------------------------------------------------------- | ----------------------------------- | --------- |
| 2010 | Premios Ignotus y Nocte                                  | Necroparis                          | Candidato |
| 2013 | Premio Nocte al mejor relato nacional                    | La bici amarilla                    | Ganador   |
| 2014 | XVI Premio Francisco García Pavón de Narrativa policiaca | Con todo el odio de nuestro corazón | Ganador   |
| 2017 | Premios Ignotus                                          | Galaxia Bramford                    | Candidato |